# Bartolomeo Andrea Camerani
Bartolomeo Andrea Camerani (Ferrara, 1735 – Parigi, 1816) è stato un attore teatrale italiano.
Attore nella compagnia di Giuseppe Lapy al teatro San Luca di Venezia, fu poi primo attore al teatro San Giovanni Grisostomo. Nel 1767 venne chiamato alla Comédie Italienne, ove interpretò il ruolo di Scapino; fu inoltre amministratore dell'Opéra Comique.
Fu noto soprattutto come duttile interprete delle commedie di Carlo Goldoni.